# 糠平ダム

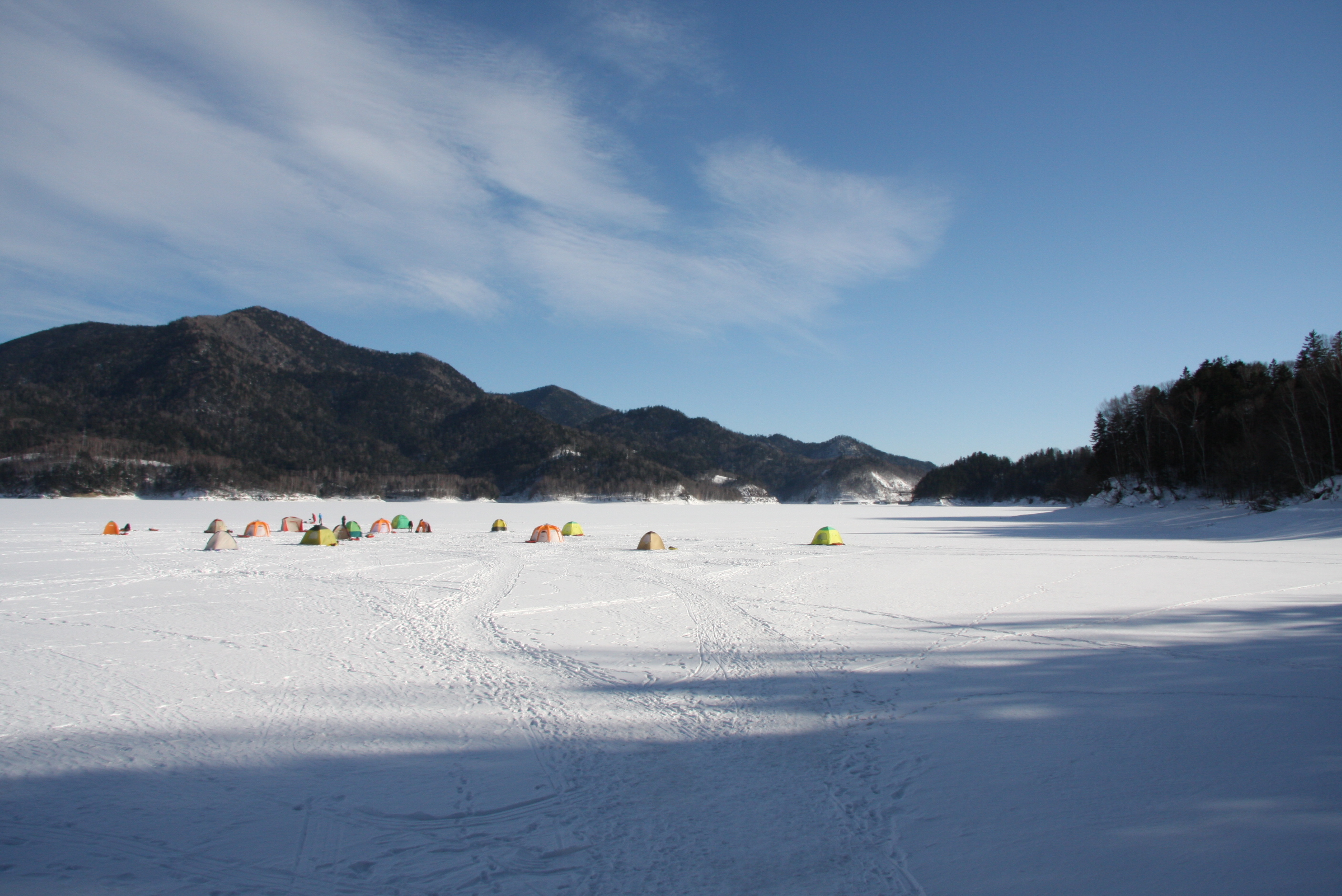
糠平湖
大雪山国立公園に指定されている

糠平ダム（ぬかびらダム）は、北海道十勝総合振興局河東郡上士幌町にある十勝川水系一級河川音更川中流部に築造されたダム。大雪山国立公園内に位置する。

## 概要
十勝糠平系電源一貫開発計画の一環で築造され、電源開発が管理を行う発電専用ダムである。水力発電により、道東の重要な電源となっている。
道内3位の湛水面積と4位の貯水量であり、十勝川水系のダムでは首位の湛水面積と貯水量、および3位の堤高である。ダムによって形成された人造湖は糠平湖（ぬかびらこ）で、観光地ともなっている（後述）。
十勝川水系河川整備計画の中で、ダム堤頂を嵩上げすると同時に洪水調整容量を確保し治水機能を付加する多目的化計画が進められている。

## 歴史
- 1955年（昭和30年）3月4日 - 第9トンネル工事現場で落盤。9人が死亡[3]。
- 1956年（昭和31年） - 糠平ダム完成。
- 2016年（平成28年）8月 - 十勝地方一帯に集中豪雨。糠平ダムの嵩上げについて検討が始まる[4]。
- 2021年（令和3年）9月28日 - 土木学会選奨土木遺産に認定された[5][6]。

## 糠平湖
総貯水容量：193,900,000 m3、湖面標高：520.0m、周囲：33.0km、最大水深：60.0mで天然湖の趣きを呈した人造湖である。ヤマメやワカサギが放流され、冬はワカサギ釣りで賑わう。その他に、ニジマス、アメマス、コイ、ウグイ、ブラウントラウト、ハナカジカ、オショロコマも生息している。
冬には氷が張るが、春先にかけて氷が薄くなったときは上士幌町が立ち入り禁止とする。
水位が下がると、かつて日本国有鉄道士幌線が通っていたタウシュベツ川橋梁が姿を現す。厳冬期には水面が凍結し、湖底から湧き上がるメタンガスなどの泡が氷中に取り残される「アイスバブル」現象を見ることができる。

## ギャラリー

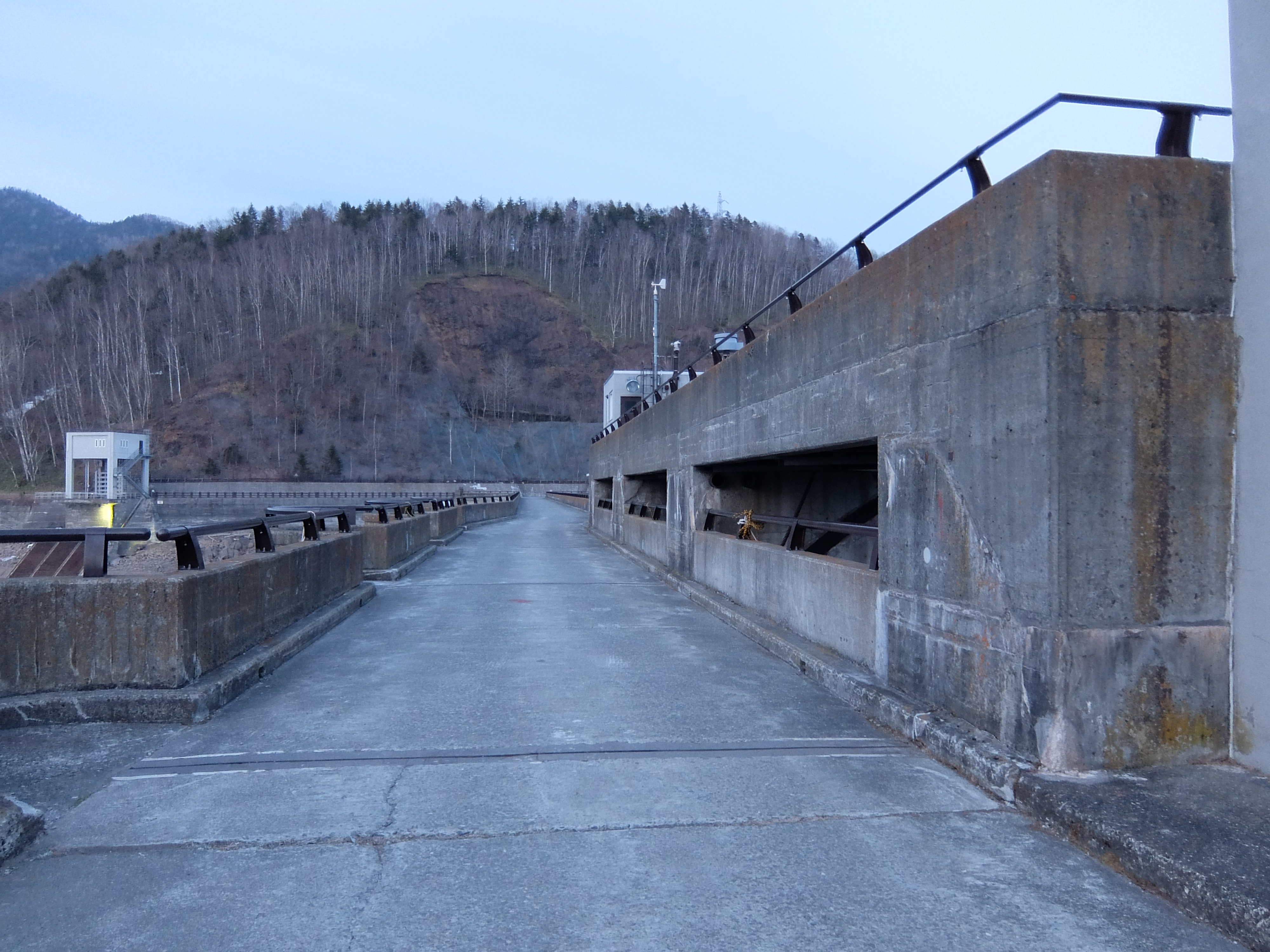
天端
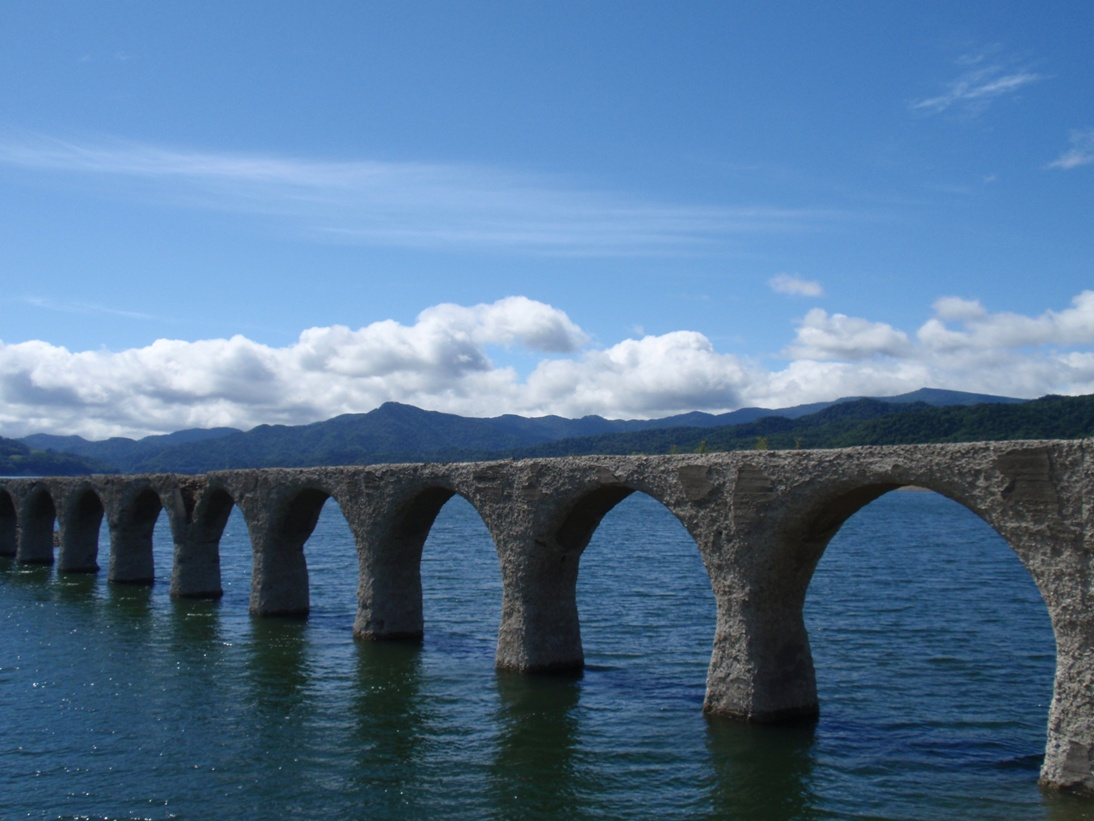
糠平湖とタウシュベツ川橋梁
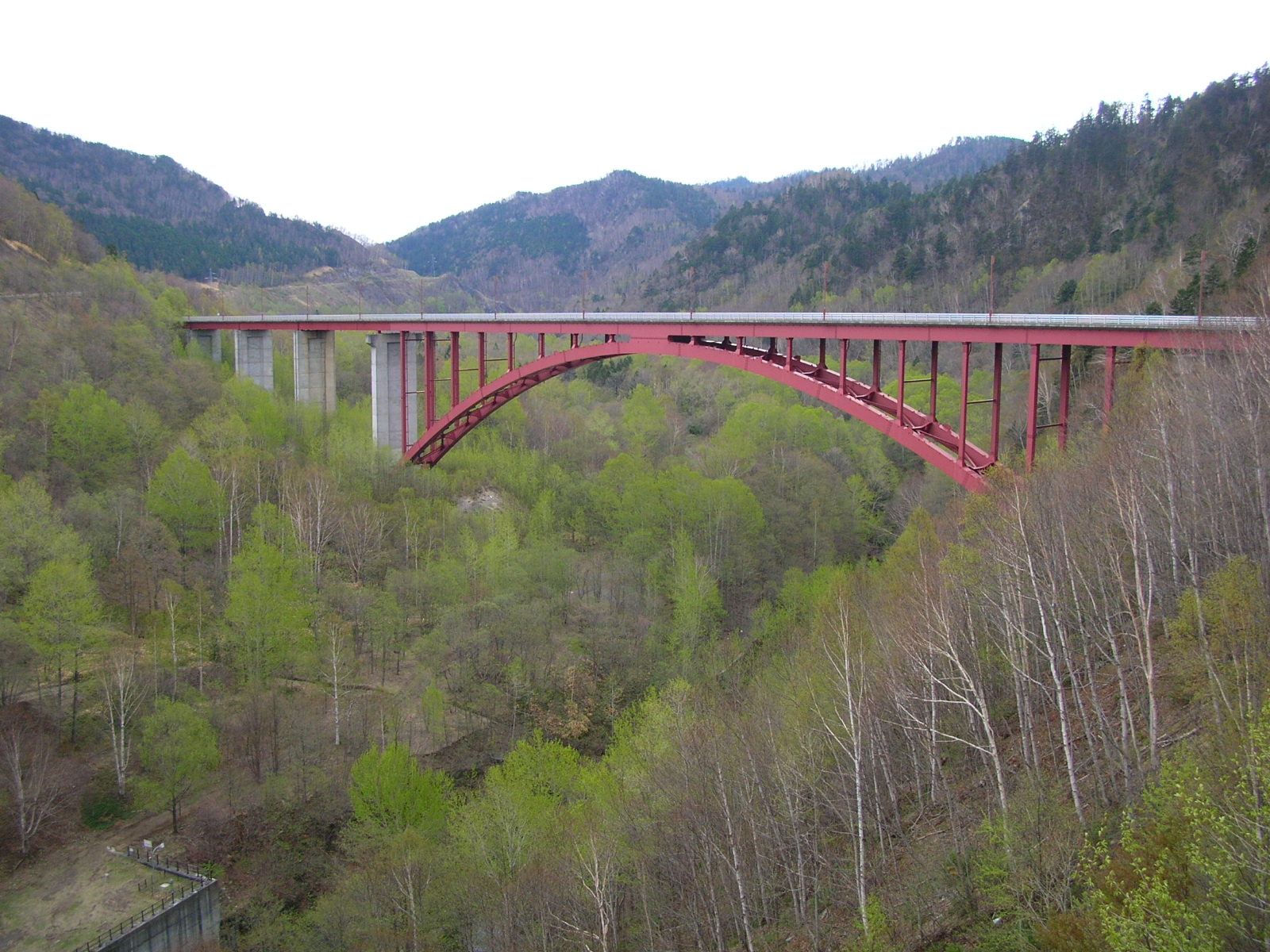
ダム下流の糠平大橋

## 観光・山岳
- ぬかびら温泉
- 幌加温泉
- タウシュベツ川橋梁
- 糠平ダム仮乗降場
- ウペペサンケ山
- ニペソツ山
- 石狩岳
- 西クマネシリ岳
- 三国峠
- 幌鹿峠
- 然別湖